# Chládkové
Chládkové (1240 m) – szczyt w Wielkiej Fatrze na Słowacji. Na dawnych mapach opisywany jako Kliačik.
Znajduje się w długim grzbiecie tworzącym lewe zbocza Ľubochniańskiej Doliny (słow. Ľubochnianska dolina), pomiędzy przełęczą Sedlo Príslop (935 m) i niższym, północno-wschodnim wierzchołkiem Kľaka (1394 m). Na szczycie Chládkovégo grzbiet ten zmienia kierunek. Zachodnie stoki Chládkovégo opadają do doliny o nazwie Veľka dolina, we wschodnim kierunku, do Doliny Ľubochniańskiej odbiega od niego grzbiet z wierzchołkiem Kečka (950 m). Grzbiet ten oddziela dolinki dwóch potoków będących dopływami Ľubochnianki. Po orograficznie prawej stronie grzbietu jest to Klačský potok, drugi potok nie ma nazwy.
Chládkové jest porośnięte lasem, ale na grzbiecie między nim a niższym wierzchołkiem Kľaka są dwie hale. Z jednej z nich rozciąga się widok na południowa stronę, z drugiej na północną. Grzbietem Chládkovégo biegnie granica Parku Narodowego Wielka Fatra – należą do niego stoki wschodnie opadające do dna Doliny Lubochniańskiej.

## Turystyka
Przez Chladkové i grzbietem nad Ľubochnianską doliną prowadzi czerwony szlak turystyczny (Magistala Wielkofatrzańska).
  Ľubochnianske sedlo – Tlstý – Vyšne Rudno – Sedlo Príslop – Chládkové – Kľak – Vyšná Lipová – Jarabiná – Malý Lysec – Štefanová – Javorina – Šoproň – Chata pod Borišovom. Odległość 24,1 km, suma podejść 1850 m, suma zejść 1350 m, czas przejścia 9:05 h, z powrotem 8:30 h.

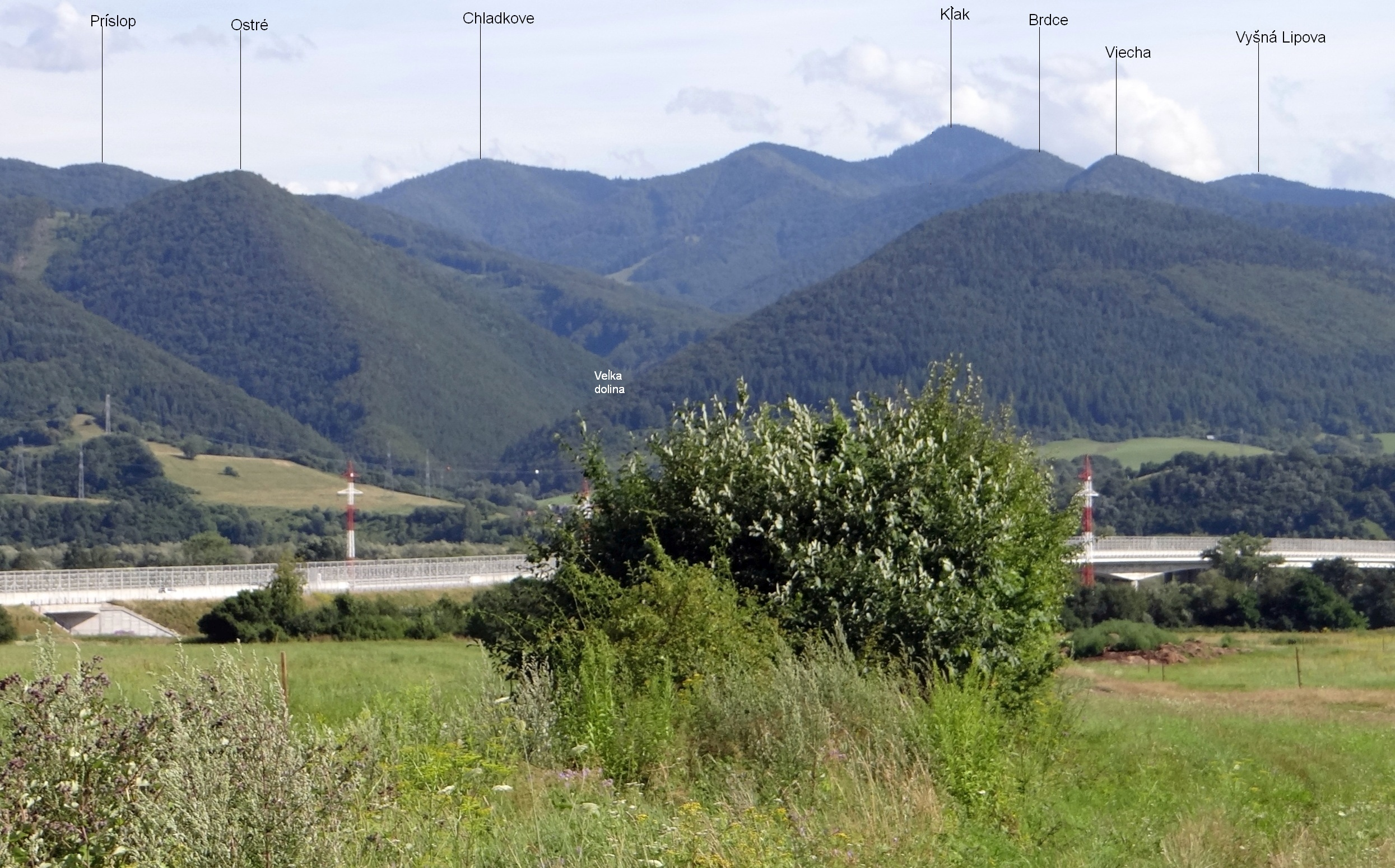
Widok z Kotliny Turczańskiej